# Taktik (sport)

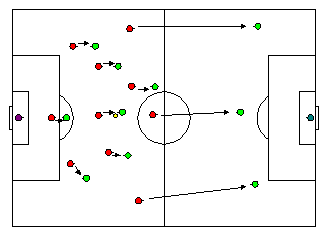
En s.k. taktiktavla används ofta för att förklara ett lags taktik

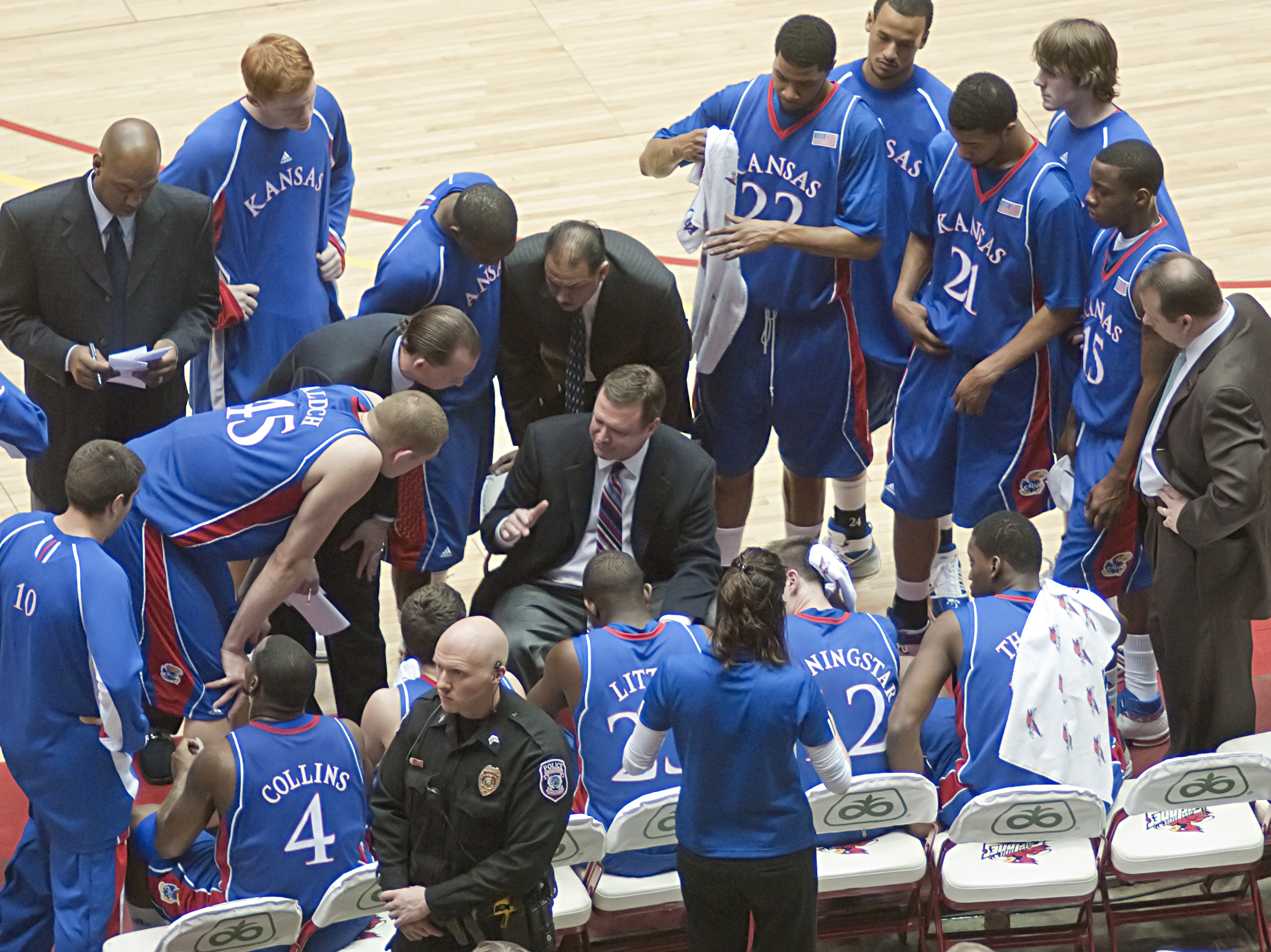
Taktikgenomgång under en time out

Taktik (grek. taktikē), är en term inom sport som innefattar en deltagares eller ett lags spelidé och planerade utförande för att uppnå ett visst resultat, till exempel, hur man skall gå tillväga för att vinna en match eller tävling. 
Inom lagsporter omfattar taktiken bland annat grunderna för hur laget bäst skall förfoga över sina resurser i form av spelsystem samt tillvägagångssätt för att uppnå det önskvärda resultatet. Ett lag kan bland annat spela defensivt, det vill säga att i första hand inrikta sig på försvarsspel, eller offensivt då fokus är på anfallsspelet. Ett lags taktik innefattar hur man skall formera sig och agera vid speciella spelsituationer eller skeenden i matchen, beroende på det aktuella resultatet.  Lagets taktik bestäms lagledaren eller managern och presenteras i samlingar innan match, eller under match vid så kallad time out.  
Inom individuella sporter omfattar taktiken bland annat individens planerade agerande under tävling för att bäst utnyttja sina fördelar eller försvara sina svagheter gentemot motståndaren.